# Corto Maltese (personnage)
Pour les articles homonymes, voir Corto Maltese (homonymie).
Corto Maltese est un personnage maltais de bande dessinée créé par Hugo Pratt. C'est un marin et aventurier qui a donné son nom à la série de bande dessinée Corto Maltese. Vingt ans après la disparition d'Hugo Pratt, il a été repris par deux auteurs de bande dessinée espagnols, Juan Díaz Canales et Rubén Pellejero, ainsi que deux bédéistes français, Martin Quenehen et Bastien Vivès.

## Création du personnage
Dans Ann de la jungle (Ann y Dan) d'Hugo Pratt, publié dans le magazine argentin Supertotem (1959-1960), Tipperary O’Hara, le marin du navire Golden Vanity, préfigure déjà Corto Maltese.
Un des compagnons du sergent Kirk portait déjà le nom de « El Corto », dans des aventures publiées entre 1953 et 1959 en Argentine, bien avant donc la création du marin maltais, sauf que son véritable nom est Jimmy Lea.
Pour le physique, Corto est inspiré de Burt Lancaster dans le film Le Roi des îles (1953).
Quant au nom de famille, c’est peu après avoir vu le film de John Huston, Le Faucon maltais, adapté du roman Le Faucon de Malte, de Dashiell Hammett, que vint à Pratt l’idée du patronyme.
Le personnage a également beaucoup en commun avec un oncle d'Hugo Pratt marin antifasciste. Il dira d'ailleurs que Corto n'est pas une partie de lui ni son fils mais son oncle et qu'il raconte a travers Corto les histoires d'un oncle 
Si le premier album de la série qui lui est consacré est La Ballade de la mer salée, paraît en 1975, la première planche représentant Corto Maltese est parue elle en juillet 1967 dans le magazine italien Sgt. Kirk.
Quant à la jeunesse du personnage, des révélations essentielles sont apportées par Hugo Pratt à partir de 1981 dans ce qui devient l'album La Jeunesse de Corto Maltese. Il le fait avec l'aide de son ami, l'écrivain espagnol Juan Antonio de Blas qui s'amuse à donner à Corto et à certains personnages de la série une assise historique et bibliographique ayant l'apparence du vrai.

## Biographie du personnage

### L'enfance

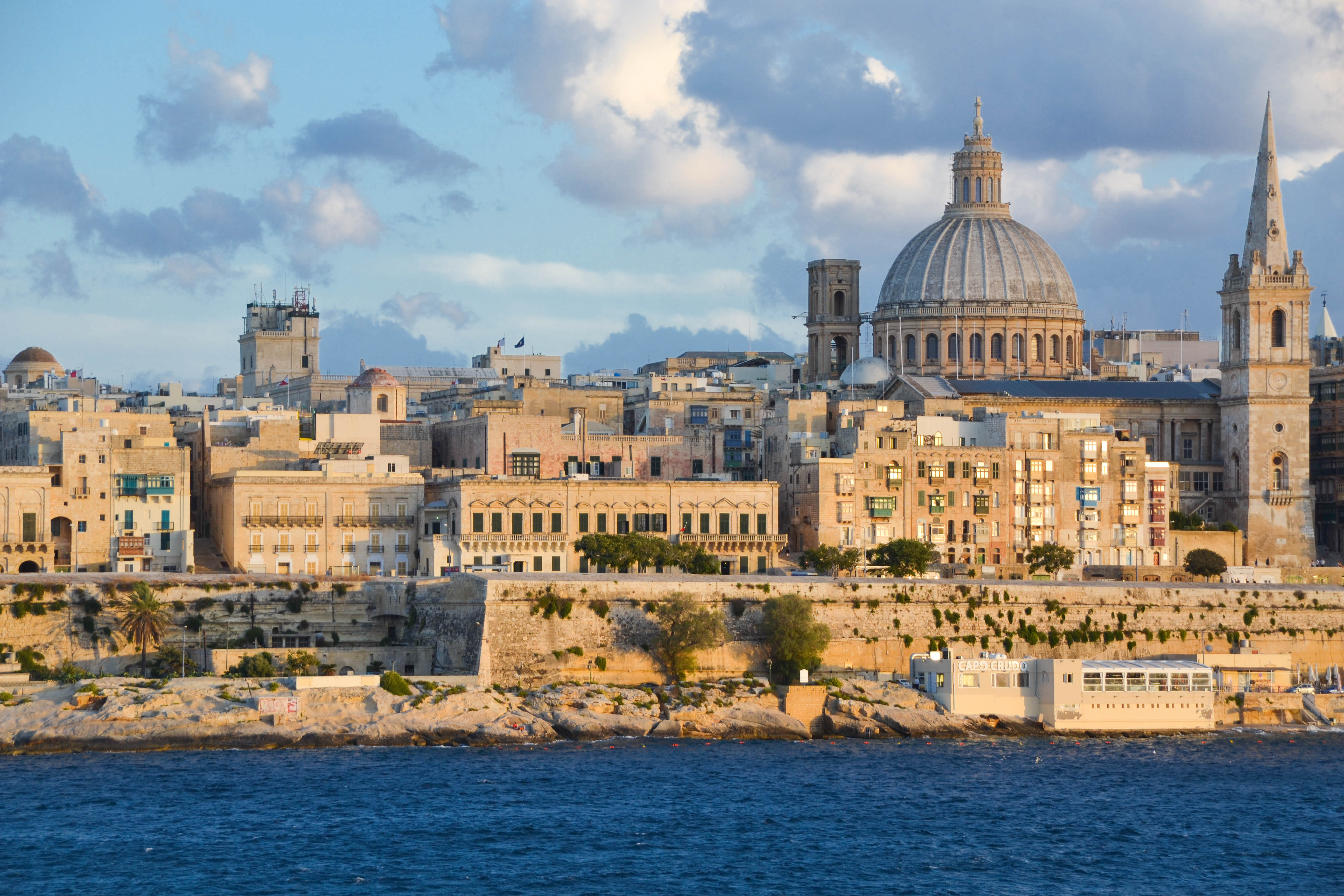
La Valette, ville de naissance de Corto.

Corto Maltese est né à La Valette (Malte) le 10 juillet 1887. Son père, à la barbe rousse, originaire de Tintagel dans les Cornouailles, était marin dans la Royal Navy (dont il gardera la nationalité britannique). Celui-ci déclarait être le neveu d’une sorcière de Man qui avait un chat roux et celui d'un vieux diable de Tintagel. Mais il racontait un tas de choses quand il se perdait dans l'alcool, selon Corto. Le père légua au fils une jarre remplie de doublons provenant de l'Invincible Armada. Sa mère était une gitane, originaire de Séville, née dans le quartier de Triana. Cette danseuse de flamenco et fameuse sorcière était célèbre sous le nom de « Niña de Gibraltar ». C'est d'ailleurs à Gibraltar que se rencontrèrent ses parents, près du château maure, avant de s'installer à La Valette. Puis c'est là où le jeune Corto passa une partie de son enfance, avant de vivre à Cordoue, habitant une maison donnant sur un patio fleuri de la juderia, près de la mosquée.
On en apprend plus sur ses ancêtres grâce à Bouche dorée, magicienne brésilienne affirmant vivre depuis plusieurs siècles, qu'il rencontre en 1916. Celle-ci lui parle en effet de plusieurs de ses ascendants qu'elle a connus : son arrière-grand-père qui combattait à Queimada (nord du Brésil) ; son arrière-grand-père (peut-être le même) qu'elle croisa à Zanzibar (en actuelle Tanzanie) ; ainsi que son trisaïeul qu'elle rencontra lors de la deuxième invasion anglaise à Buenos Aires (qui aurait la même tête que lui selon ses dires).

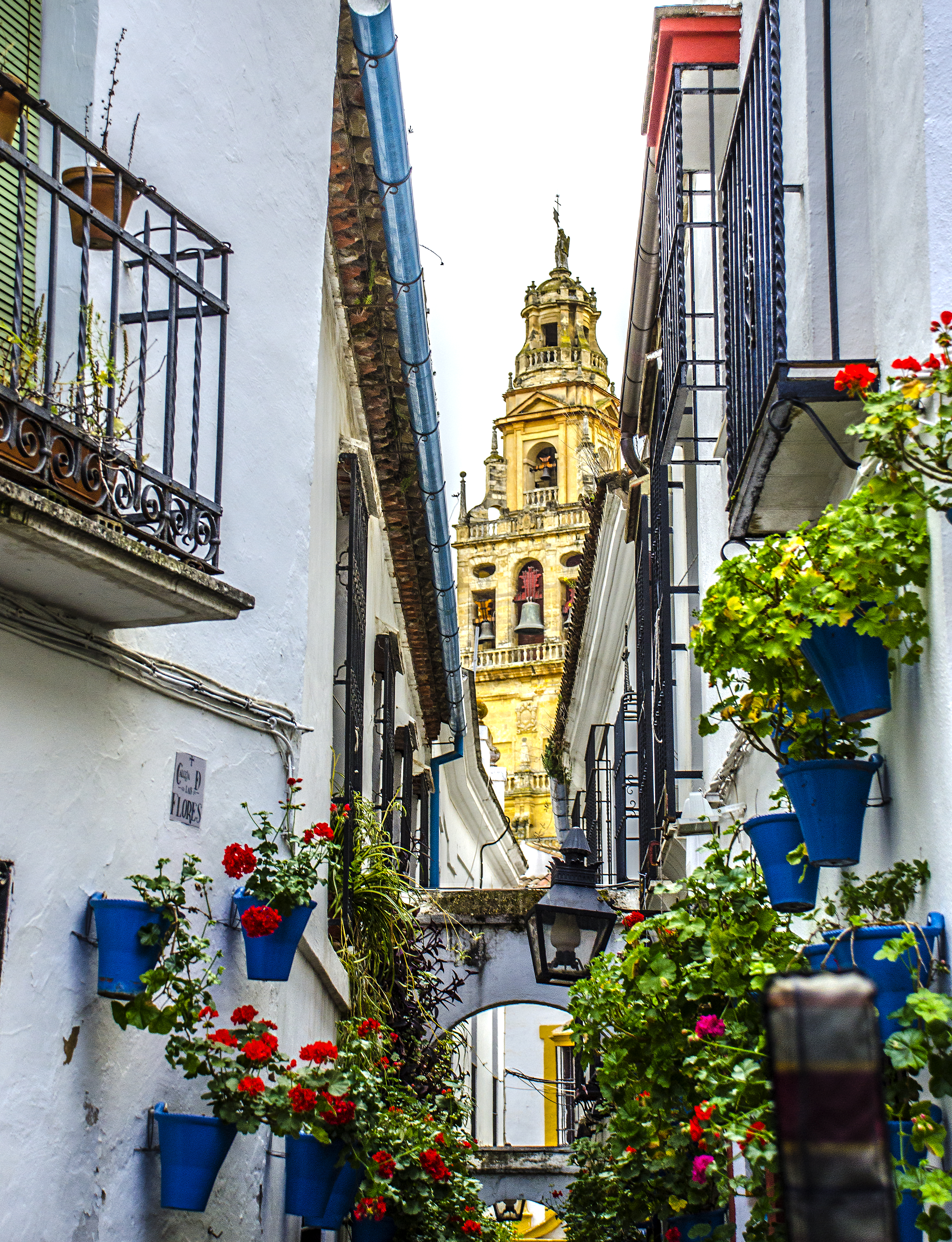
Cordoue, calleja de las Flores, un des lieux de la ville appréciés par le marin.

Enfant illégitime, Corto grandit dans un milieu baigné de magie auprès de sa mère, qui sait lire le passé et l'avenir dans les cartes comme dans les lignes de la main. Corto se plaît à faire croire que le peintre Ingres a pris sa mère comme modèle, dont il était follement épris. Le Maltais aurait hérité de sa mère le haut du visage, le nez, les pommettes saillantes et les yeux perçants, et de son père le bas, la bouche et la mâchoire carrée.
Un jour, à Cordoue, une amie de sa mère tente de lire son avenir dans les lignes de sa main. Mais elle se trouve étonnée de ne pas voir de ligne de chance. « La chance, c’est moi qui la fait ! », rétorque-t-il. Il court fouiller dans les affaires de son père, se saisit d’un rasoir et s’entaille profondément la paume de la main.
Il doit son éducation à Ezra Toledano, un amour de jeunesse de sa mère, un rabbin qui le fait étudier chez lui. Il l'initie à la Torah, le Talmud, la Kabbale et le Sefer Ha Zohar, ainsi qu'à des histoires secrètes. Le jeune homme en garde un goût des signes, des symboles, des jeux du réel et de l'imaginaire. Puis, le religieux le fait entrer à 12 ans dans le collège hébraïque de La Valette qu'il dirige. Le jeune homme arrêtera ses études à 16 ou 17 ans. Enfin, c'est depuis son enfance qu'il pratique la discipline du marquis de Queensberry, autrement dit la boxe.
Le père de Corto, souvent absent, lui donne néanmoins un goût pour la liberté et les fables qu’il gardera toute sa vie. Le fils l'accompagna d'ailleurs en 1893 lors d'un de ses voyages et rencontra le futur écrivain Joseph Conrad, alors officier de la marine marchande britannique.

### L'adolescence
Adolescent, Corto prend le large pour la première fois pour débarquer en juin 1900 près de Pékin, pendant la révolte des Boxers, où il détruit un canon.
Au début de l’année 1903, il s’embarque à La Valette en tant que marin sur le Vanita Dorata qui y faisait relâche, débutant ainsi sa vie d’errance. Il fait escale en Égypte, se trouvant fin janvier au Caire. Introduit par le rabbin Toledano, il obtient de mystérieux documents et un rendez-vous près des pyramides de Gizeh. Sur place, un rabbin lui remet une carte sur l'emplacement des mines d’or du roi Salomon. En février, rejoignant son bateau à Ismaïlia (au bord du canal de Suez), il poursuit son périple par Aden (Yémen), Mascate (Oman), Karachi (Pakistan), Bombay (Inde), Colombo (Sri Lanka), Madras (Inde), Rangoon (Birmanie), Singapour, Kowloon (zone de Hong Kong), Shanghai et finalement Tien’Tsin (ces trois dernières villes sont situées en Chine).

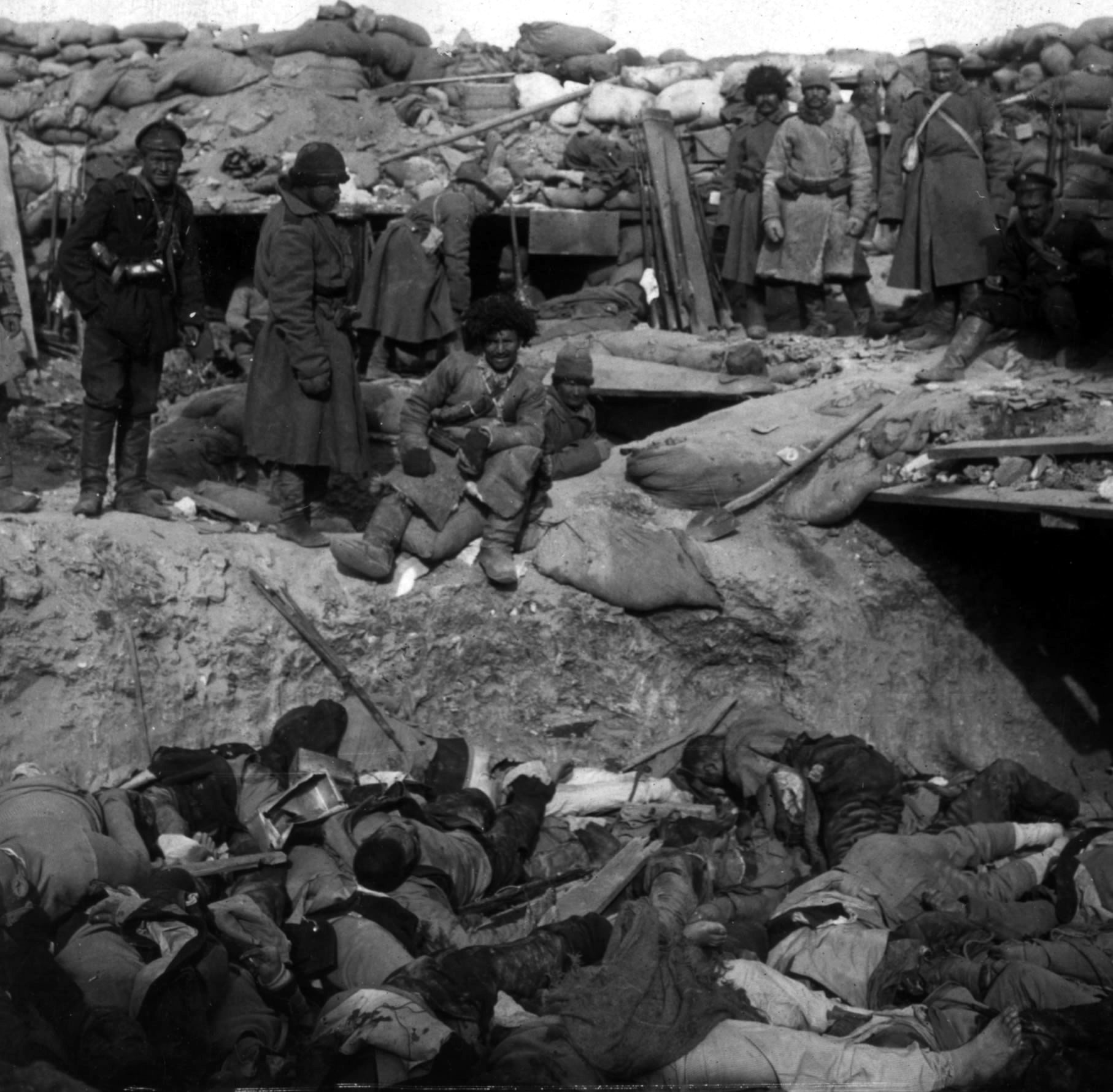
Soldats russes observant des militaires japonais tués dans leurs tranchées, lors de la guerre russo-japonaise.

Fin 1904, il arrive en Mandchourie (Chine) en pleine guerre russo-japonaise. À Moukden (nom mandchou de Shenyang), il fréquente la famille Song et a une relation amoureuse avec Wee Lee Song, qui le marque durablement. Il devient également l'ami de l’écrivain américain correspondant de guerre Jack London. Non loin de Port-Arthur et de la frontière russo-chinoise, il fait la rencontre de Raspoutine, jeune déserteur de l’armée du Tsar (La Jeunesse). Puis, Corto et Raspoutine embarquent à T'ien-Tsin, en 1905.
De là, ils partent pour l’Afrique, se fixant comme objectif de rechercher les fameuses mines, situées en Dankalie (en actuelle Éthiopie), près du légendaire royaume de la reine de Saba. Cependant, à la suite d'une mutinerie en mer de Célèbes (au large des îles Sangihe, archipel d'Indonésie), leur voyage tourne court. Ils sont alors recueillis par un cargo en route pour l’Amérique, avant d'être débarqués à Valparaíso (Chili).
Sur place, ils gagnent Santiago en train, puis atteignent l'Argentine. En Patagonie en 1906, Corto rencontre, dans la ville de Cholila les hors-la-loi américains Butch Cassidy (qui deviendra pour lui un ami de longue date), Sundance Kid et sa femme Etta Place. Il côtoie également de riches latifundistes étrangers, tels que le señor Habban (événements évoqués dans Tango).

### Libres voyages autour du monde
Corto Maltese mène sa vie comme il l'entend et, s’il reconnaît la part de la chance, il semble pourtant la maîtriser. Pendant sept années, il court de port en port : en 1907, il se trouve à Ancône (Italie). Là, il rencontre Djougachvili, alors portier d'hôtel, qui sera connu plus tard sous le nom de Staline (événement évoqué dans La Maison dorée de Samarkand).
On sait qu’il est venu pour la première fois à Buenos Aires lors de son retour en Argentine en 1908. Il y apprit le tango, y fréquenta Jack London et y fit la connaissance du futur dramaturge américain Eugene O'Neill, à l'hôtel le Drowning Maud,.
En 1908, il poursuit ses voyages incessants. On le retrouve à Marseille en 1909. Puis Trieste (Italie), où il fait la connaissance de l’écrivain James Joyce, grâce à leur ami commun, le socialiste irlandais James Conolly.
En 1910, il se retrouve officier en second à bord du Bostonian, qui transporte des bestiaux de Boston (États-Unis) à Liverpool (Royaume-Uni). C'est alors que le capitaine accuse un étudiant engagé comme mousse, John Reed, d'avoir provoqué volontairement la mort d'un autre mousse, Pierce, qui a disparu. Corto retrouve ce dernier et l'amène au tribunal de Manchester, où se tient le procès du prétendu meurtrier. À la suite de cette affaire, le Maltais devient l'ami de Reed mais figure désormais sur la « liste noire » des capitaines. Corto est ainsi condamné à devenir pirate, organisant de la contrebande entre les Antilles et le Brésil. Il retrouvera cet ami quelques années plus tard au Mexique, où il fera la connaissance du révolutionnaire Pancho Villa.
Entre-temps, en 1911, Corto part de Venise (Italie) à la recherche du miroir du prêtre Jean (Équatoria), en compagnie de son amie, la journaliste Aïda. Ne pouvant débarquer chez lui à Malte à cause d'une épidémie de choléra, il débarque à Alexandrie (Égypte). Là, il retrouve son vieil ami, le poète grec Constantin Cavafy et sauve Winston Churchill d'un attentat en voulant sauver Aïda, qui l'interviewait. Puis, en compagnie d'Henry de Monfreid, il navigue jusqu'à Zanzibar (Tanzanie), toujours en quête du miroir. Là, il rencontre l'ex esclavagiste repenti Tippo Tip, qui se fait passer pour mort (étant officiellement décédé en 1905). Ce dernier finance une expédition pour que la fille d'Emin Pacha puisse retrouver les restes de son père en Équatoria, en Afrique Orientale (dans l'actuel Soudan du Sud), où il était gouverneur. Le marin décide alors de l'accompagner à travers le Kenya et l'Ouganda jusqu'à Wadelai (en). Au passage, ils auront affaire à Richard Meinertzhagen, officier et ornithologue britannique et rencontreront le militaire Tenton. Une fois sa mission accomplie, il navigue de nouveau en Méditerranée.
En 1911 également, il arrive à Tunis (Tunisie) d'où il repart en bateau pour l’Argentine, mais s’arrête à Salvador de Bahia (Brésil). Puis, il s’établit quelque temps à Itapoá, passant de nombreuses journées sur sa plage (événement évoqué dans Sous le signe du Capricorne). On a des traces de son passage aux Antilles, à La Nouvelle-Orléans (ville des États-Unis, où il rencontre un grand maître du culte vaudou), en Inde et en Chine.

### Piraterie
Tout comme son « ami » Raspoutine, il s’est engagé, en tant que capitaine dans la flotte du mystérieux « Moine » et se livre à la piraterie. À l'automne 1912, tous deux se trouvent en Tasmanie, avec le photographe australien John Watt Beattie, où ils délivrent un prisonnier (Le Jour de Tarowean). Puis, un an durant, ils voyagent entre l'Insulinde et la Mélanésie. Le Maltais fréquente au passage Charles Anthony Johnson Brooke, son fils Charles Vyner Brooke, rajahs blancs du Sarawak et l’épouse de ce dernier, la ranee Sylvia Brett,.
Pour une sombre histoire de femme, Corto voit son équipage se mutiner le 31 octobre 1913, et l’abandonner au large des îles Salomon (La Ballade de la mer salée). Il se retrouve ainsi à la dérive, entravé sur un radeau de fortune. Repéré et sauvé par Raspoutine, il fait la connaissance de Pandora Groovesnore (dont il tombera amoureux) et son cousin Caïn, également recueillis après le naufrage de leur bateau. Les deux marins écument alors l’océan Pacifique (Nouvelle-Guinée, archipel Bismarck...), au profit des forces navales allemandes qui préparent la guerre. L’île Escondida (non loin de l’île de Niue) est le théâtre de multiples rebondissements qui créent des liens indéfectibles entre les personnages. Cependant leurs chemins se sépareront un temps. Toujours en compagnie de Raspoutine, Corto quitte l’île d’Escondida le 19 janvier 1915, en direction de l’île Pitcairn.

### Corto parcourt les Amériques
Ils feront ensuite plusieurs escales : l’île de Pâques, l’île Salas y Gómez, Iquique (faisant tous les trois partie du Chili), Callao (Pérou), Guayaquil (Équateur), avant d'atteindre Panama (Panama) en août où ils se quitteront (Sous le soleil de minuit). Corto comptait retrouver à San Francisco son ami Jack London. Mais il n'y rencontra que sa mère adoptive Jenny Prentiss, avec qui il assiste à l'Exposition universelle. Il trouva quand-même de lui une lettre l'invitant à une aventure entre l'Alaska, l'Arctique et le Nord canadien. Aidant la féministe japonaise Waka Yamada, il lutte contre un trafic de prostituées. Il en profite pour voyager en compagnie du boxeur australien Frank « Paddy » Slavin, des explorateurs Joseph-Elzéar Bernier et Matthew Henson, du baleinier George Comer, de l'entrepreneur Joseph W. Boyle et du chimiste Karl Adolf Clark. Puis, il fait un séjour à Seattle, aux États-Unis.
En 1916, Corto est à Paramaribo en Guyane hollandaise (Sous le signe du Capricorne). Il y rencontre le professeur Jeremiah Steiner de l'université de Prague et le jeune londonien Tristan Bantam, point de départ de son intérêt pour le royaume disparu de Mu. Au cours de leurs conversations qu'ils tiennent ensemble, le Maltais évoque un précédent voyage sur l'île de "Panape" (Pohnpei, États fédérés de Micronésie), où il affirme avoir trouvé de mystérieuses inscriptions sur des ruines (Nan Madol). Tous trois prennent le large et, après avoir fait escale près du Saint-Laurent-du-Maroni (Guyane), se retrouvent au Brésil. Là, le Maltais retrouve Salvador de Bahia, qu'il a déjà visité cinq ans plus tôt. Voyageant dans le pays, il œuvre auprès des cangaceiros du sertão, tels que Corisco (pt), qui luttent pour leur liberté. Il aide également Bouche Dorée, sorcière de Salvador de Bahia, sur l’île de Marajo, dans le delta de l’Amazone. Ensemble, ils contrecarrent les plans de la flotte allemande (menées par l'officier Hasso von Manteuffel) et aident les Britanniques.
Vient ensuite 1917, année très chargée en aventures, où il sera régulièrement accompagné par son ami Jeremiah Steiner. Poursuivant son voyage vers le nord, il s’offre une course au trésor dans les Îles Vierges (Caraïbes), au cours de laquelle il retrouve Raspoutine. Par un mauvais coup du sort, elle se soldera par un échec et Raspoutine partira pour Cuba. Un malencontreux concours de circonstances le rendra amnésique, sur une île au large du Honduras britannique (l'actuel Belize), au cours de laquelle il rencontra l'évangéliste Soledad Lokäarth.
À Maracaibo (Venezuela), la médecine est impuissante (Corto toujours un peu plus loin). Aidé par l'antiquaire Lévi Colombia, il se tourne alors vers la magie des Jivaros qui se révélera efficace. Après, il assista à une révolution au Honduras. Il y rencontre alors la prostituée Esmeralda (qu'il a connue petite fille à Buenos Aires et dont la mère, la "Parda Flora" était amoureuse de lui) et Venexiana Stevenson (une nouvelle ennemie). Il démontera ensuite la supercherie mise en place par le pouvoir en place sur l’île fictive de Port-Ducal (au sud-ouest de la Guadeloupe), contre Soledad Lokäarth. Il revient enfin en Amazonie du côté du delta de l’Orénoque, puis cherchera au Pérou des indices sur l’Eldorado et les Cités d'or de Cibola.

### En pleine Première Guerre mondiale
Toujours en 1917, Corto Maltese poursuit ses recherches grâce à des indices trouvés dans une mission péruvienne. Il n’hésite pas à se rendre à Venise, malgré les bombardements qui menacent (Les Celtiques). En effet, les moines franciscains sont susceptibles de lui indiquer l’emplacement des villes minières du Haut-Marañon. Il découvrira qu’il n’est pas le seul sur cette piste, ayant retrouvé sa rivale Venexiana Stevenson. Pris dans le tourbillon de la guerre, il assiste en octobre à la victoire des Austro-Allemands sur les Italiens à Caporetto en Carniole. À cette occasion, il gagne une forte somme d'argent, avant de se rendre à Ulcinj (Monténégro).
Attiré par les légendes celtes, il se rend à Dublin, en Irlande. Là-bas, séduit par le courage de Moïra Banshee, il ne peut rester indifférent à la lutte que livrent les indépendantistes. Il n’hésite pas à dépenser une partie de sa fortune récemment gagnée et se livrer au trafic d’armes pour les aider. Puis, il propose à Banshee de le suivre, mais elle refuse, craignant de lui porter malheur. Bravant tous les conflits, il se rend ensuite sur le site de Stonehenge et à Tintagel (Royaume-Uni) le 21 décembre (jour du solstice d'hiver). Le peuple des légendes lui en sera reconnaissant. Il sera également décoré d'une Conspicuous Gallantry Medal et recevra des mains d'une espionne allemande qu'il a vaincu, Rowena, sa croix de fer. Toutes deux lui seront subtilisées par Puck.
Sachant Caïn Groovesnore engagé volontaire dans la Royal Air Force, il se rend en France, en avril 1918 pour le revoir. Sur place, il assiste les 20 et 21 avril en baie de Somme à la dernière évolution de l’as de l’aviation allemande, Manfred von Richthofen, dit « le Baron rouge ». Il revoie au passage Sandy, un Australien qu'il a jadis connu à la prison de Perth (Australie). Puis, ce sont les retrouvailles avec Caïn, qui est victime d'une étrange affaire, entre les villes françaises de Zuydcoote et Bray-Dunes. Le jeune aviateur lui apprend que sa cousine Pandora va se marier. Corto accuse le coup, ses sentiments à son égard l'ayant durablement marqué.
Un mois après, il quitte les côtes de la mer du Nord pour celles de la mer Rouge (Les Éthiopiques). À peine débarqué au Yémen, il est sollicité et payé pour libérer un jeune prince retenu en otage, à Turban (Al-Turba ?). Le guerrier Cush le seconde dans cette entreprise.
Il deviendra son alter ego au cours de diverses aventures en ces terres rimbaldiennes, dans la corne de l’Afrique. D'abord en Somalie britannique le 13 septembre (Le coup de grâce), où les derviches rebelles de Mohammed Abdullah Hassan (dit Mad Mullah) attaquent un fort britannique. Puis en Éthiopie (Et d’autres Roméos et d’autres Juliettes), où s'affrontent des chrétiens et des musulmans.
Voyageant seul en Afrique orientale allemande en octobre (l'actuelle Tanzanie), le marin retrouve l’officier britannique Tenton (Les Hommes-léopards du Rufiji). Aidant des hommes-léopards (ou Aniotas), Corto élimine deux criminels. Il subit alors un procès pour homicide, dont il finit acquitté le 28 de ce mois.

### Entre Europe et Asie
Fin 1918, il sait Bouche Dorée à Venise et l’envie de la revoir lui donne l’opportunité d’entreprendre le voyage et de prendre un peu de repos chez elle. Mais Venise le rendant paresseux, il décide de retrouver sa maison de Hong Kong. Il y arrive le 11 novembre 1918, jour de l'Armistice (Corto Maltese en Sibérie), où il apprend la fin de la guerre. Bien qu'il soit domicilié légalement à Antigua, aux Antilles, il possède une autre maison en Chine, de style traditionnel et meublée de livres et d’œuvres d'art, dans le quartier hongkongais de Kowloon. En Russie, Mongolie, Corée et au nord de la Chine les combats continuent entre les révolutionnaires communistes et les Alliés soutenant les Armées blanches. Son arrivée à peine connue, les membres de la société secrète des Lanternes Rouges (en) lui demandent son concours pour récupérer l’or du Tsar que l'amiral Alexandre Koltchak transporte en train blindé.
Partant pour sa mission, il fait escale à Shanghai, en 1919, avant de s'enfoncer dans l'Asie orientale. Le Transsibérien devient alors son nouvel océan, et les trains blindés soutiennent la comparaison avec les navires pirates. Dans la confusion des nombreuses forces qui convoitent cet or tsariste, Corto voyage entre la Chine, la Sibérie (Russie) et la Mongolie. Il rencontre également des personnalités singulières et dangereuses : le baron fou Roman von Ungern-Sternberg, l’ataman Grigori Semenov, le révolutionnaire Soukhé Bator, la fascinante duchesse Marina Seminova, l'irrésistible Changhaï Li. Sans oublier « Elle » (Wee-Lee Song, qu'il rencontra durant sa jeunesse), cet ancien amour qui hante souvent ses pensées. Entre le Lac Hulun et la Mandchourie, il est blessé en voulant détruire le train blindé du général Tchang, en 1920. Début mars, il arrive à Hong Kong, où il reçoit une semaine durant son ami Raspoutine. Ce dernier lui vole un tableau de Paul Gauguin avant de repartir, pour l'Inde peut-être. Le Maltais repart le 15 du mois pour la province chinoise du Jiangxi ; sa longue odyssée s'achève en avril de cette année.
Une lettre que l’écrivain Frederick Rolfe, dit le baron Corvo, lui a envoyée avant sa mort, l’incite à revenir à Venise en avril 1921 (Fable de Venise). Il voudrait bien relever le défi qu’elle contient : résoudre une devinette pour retrouver une émeraude légendaire, la « Clavicule de Salomon ». Ce jeu de piste à travers la ville lui fait côtoyer le poète Gabriele D'Annunzio, le monde secret des francs-maçons et celui d’une fraternité fasciste. Néanmoins, il se fera une amie en la personne de la troublante, la Polonaise Louise Brookzowyc.
Corto Maltese vient à savoir son ami Raspoutine enfermé dans une prison dans la région de Samarkande, accusé par l'Émirat de Boukhara d'agitation révolutionnaire. Il décide alors d’entreprendre le voyage pour le délivrer (La Maison dorée de Samarkand). En route, il fait escale à Rhodes (Grèce), en décembre 1921, pour vérifier le contenu d’un autre message du baron Corvo. Edward John Trelawny aurait dissimulé les mémoires de son ami Lord Byron dans une mosquée de cette ville. Après avoir trouvé et étudié le document, il se rend compte que le trésor d’Alexandre le Grand est au bout de la quête : à la frontière de l’Afghanistan et des Indes britanniques (actuel Pakistan), dans le mythique Kafiristan. C’est avec un regain d’intérêt qu’il poursuit son voyage jusqu’au Turkestan (Asie centrale), via la Turquie et l'Iran. Ce périple s’avère semé d’embûches pour retrouver enfin Raspoutine, rencontrant au passage Venexiana Stevenson. La rivalité entre le général Enver Pacha (dont il assiste à la mort, le 4 août 1922) et Mustafa Kemal Atatürk, ainsi que l’existence d'un sosie, le général Timur Chevket, ne faciliteront pas la découverte du trésor.
Son long périple s'achève le 6 septembre 1922 ; alors que Raspoutine est l'hôte d'un maharadjah, Corto embarque depuis Bombay (Inde). Il atteint Venise en novembre, accompagné par Sevan Vartkès, une Arménienne qu'il a recueilli en Asie et qu'il confie à la communauté arménienne de la ville.

### Les années 1920
En 1923, Corto trouve une lettre de Louise Brookzowyc, lui demandant du secours. Début juin, il se rend à Buenos Aires, ayant embarqué à Hambourg sur Le Malte, paquebot de la Compagnie des chargeurs réunis. Arrivé sur place, il apprend sa mort, laissant une petite orpheline (Tango). Pour la venger, il est amené à enquêter sur le réseau de prostitution dans lequel elle travaillait, la Warsavia, aidé par cela par ses amis Fosforito et Esmeralda. Mais son retour fait ressurgir différents événements liés à ses précédents séjours dans la région. L’enfant, retrouvée, est confiée à Esmeralda pour qu'elle l'emmène chez des amis à Venise. Tandis que le 20 juin, Corto s'embarque pour le sud.
En 1924, il se rend en Suisse pour une retraite solitaire, dans un petit village, Savuit-sur-Lutry, dans le canton de Vaud (Les Helvétiques). Il en profite pour visiter tous les cantons suisses. Ce qui ne l'empêche pas de passer du temps en compagnie de son vieil ami, le professeur Steiner. Ils séjournent ensemble à Montagnola (Tessin) chez l’écrivain Hermann Hesse. Propice aux songes, le lieu confronte notre héros à la mythologie helvétique. Il rencontre aussi la Mort (Thanatos), le chevalier Klingsor, Belzébuth, même King Kong, sans oublier Raspoutine. Il y boit également un élixir de longue vie dans le Graal. Au cours de ce voyage onirique, il parle de sa rencontre avec le futur cinéaste Ernest B. Schoedsack à Smyrne en 1922. Alors que Steiner l'invite à l'accompagner au Congrès des alchimistes de Sion, Corto préfère partir vers Zürich en compagnie de la peintre Tamara de Lempicka.
Toujours en 1924, il arrive à Berlin, en Allemagne (Nocturnes Berlinois) et y rencontre l'écrivain Joseph Roth. Il démêle une affaire complexe dans laquelle sont impliqués son ami Steiner, des groupes nazis et communistes ainsi que Friedrich Ebert, le président allemand. Il fera à cette occasion un aller-retour pour Prague (actuelle Tchéquie).
En 1925, alors qu'il se trouve à Tarifa (pointe sud de l’Espagne) en compagnie de Raspoutine, Steiner et Tristan Bantam, il reçoit un télégramme en provenance du Venezuela (Mû). Leur ami Levi Colombia les invite à faire une croisière dans les Caraïbes à la recherche de l’Atlantide, en compagnie notamment de Bouche Dorée et Soledad Lokäarth. Sur une étrange île, il rencontre l'aviatrice Tracy Eberhard, avec qui il partage une connaissance commune, l'aviatrice américaine Amelia Earhart. Ensuite, il mène sur place ses recherches, avec l'aide de Raspoutine : atteindra-t-il enfin le continent englouti de Mû ?

### Faits incertains de sa vie
Depuis, peu de nouvelles. En décembre 1928 et en janvier 1929 Corto est à Harar, en Éthiopie, la ville où a vécu Arthur Rimbaud, en compagnie du romancier Henry de Monfreid et du paléontologue théologien Pierre Teilhard de Chardin.
En 1930, certains témoins affirment qu'il se trouve à Venise, à l'église de San Lazzaro, pour le mariage de l'Arménienne Sevan Vartkès. Cependant, tout semble démontrer qu'il se trouvait à cette époque en Amérique du Sud.
Aussi, le marin rejoint le front des Brigades internationales pour combattre avec John Cornford (fils de la poétesse anglaise Frances Cornford (en) et neveu de Darwin).
Ensuite, nous perdons toute trace de Corto. Sa disparition pendant la guerre d'Espagne (1936 - 1939) est évoquée par Cush dans Les Scorpions du désert. Cette même histoire nous apprend que le marin lui envoya en cadeau un faucon, nommé Al-Andaluz, depuis l'Espagne. C’est là que l’on perd sa trace en effet.
Pourtant, cette "disparition" n'est pas une mort. Elle signifie en fait que Corto ne se sent pas à sa place dans les époques qui suivront. Cette guerre civile espagnole est pour Pratt la dernière aventure romantique et donc forcément la dernière aventure possible pour son héros.

Toutefois, nous savons qu’il reviendra auprès de Pandora. Une lettre datée du 16 juin 1965 en est la preuve - cette lettre se trouve en exergue de l'édition en couleurs de La Ballade de la mer salée. Elle contient quelques remarques qui dépeignent la vision d’un Corto vieillissant :

« L’oncle Tarao est mort. […] Mais c’est surtout pour l’oncle Corto que je me fais du souci. Ils se comprenaient parfaitement et étaient inséparables. Maintenant que je vois l’oncle Corto aller s’asseoir seul dans le jardin, le regard éteint, face à la mer, mon cœur se serre. »

Dans Le Désir d’être inutile, Pratt dit, sans donner d'indication temporelle, qu'il est certain que Corto Maltese est passé par Saint-Malo (Bretagne). Celui-ci venait alors du Québec et était à la recherche d'un document en lien avec l'explorateur malouin Jacques Cartier, peut-être une ancienne carte.

### Hypothèses de Michel Pierre
Michel Pierre, historien spécialiste de la bande dessinée, auteur de plusieurs ouvrages sur le personnage de Pratt, suppose la suite la plus crédible aux événements consécutifs à l'épisode Mû. Pour ce faire, il se base sur les légendes d'aquarelles de la main du bédéiste, d'éléments de préfaces et d'anciennes conversation avec lui. Voici ce que suppose l'historien (reprenant certaines informations mentionnées plus haut)  :
Le Maltais retrouve en 1927 son domicile d'Antigua, où il acquiert une magnifique goélette, qu'il baptise la « Vanité dorée II », en souvenir du premier voilier sur lequel il a embarqué, âgé de 17 ans. Ensuite, il en fait changer l'accastillage à Boston (USA). Il en profite pour reprendre contact, au cap Cod, avec son ancien amour Pandora, dont le mari, John Cassie, est un des plus importants armateurs de la Nouvelle-Angleterre. Pendant ce temps, le marin rembourse les traites de son navire en livrant discrètement, en pleine prohibition, des cargaisons d'alcools provenant de Saint-Pierre-et-Miquelon jusqu'aux côtes du Massachusetts. Ironie du sort pour un fils de sorcière, il manque d'être arrêté dans le port de Salem en mars 1928 ; heureusement, il avait débarqué la veille à Gloucester le gin et le whisky qu'il convoyait.
Quelques mois après, il navigue jusqu'à Djibouti en compagnie du professeur Steiner ; il a apparemment croisé Cush près d'Obock, où Monfreid avait une maison. À Harar, il est possible qu'il ait assisté en curieux à la messe de minuit, dans le monastère capucin, dont l'autel était recouvert d'une peau de zèbre.
Séjournant ensuite dans sa résidence secondaire de Hong-Kong, il contacte Ling, le mari de Changhaï-Li. Cet ancien ingénieur agricole est devenu cadre dans l'une des bases de l'armée de libération et de révolution, créée par les communistes chinois.
Au début des années trente, il se lance de nouveau dans un long voyage autour du monde. Partant d'Antigua, il rallie Buenos Aires après plusieurs escales, dont l'une à Cuba. C'est sur cette île qu'il sauve de nouveau Raspoutine, compromis dans une affaire douteuse d'ateliers de fausse monnaie à destination de l'Amérique Latine. Doublant ensuite le Cap Horn, Corto fait escale au Chili, puis sur l'Île de Pâques, avant de sillonner l'océan Pacifique environ deux ans durant. On dit qu'il était à la recherche du Moine... Il revient d'ailleurs sur Escondida en 1934, encore hanté par les souvenirs de Pandora.
De retour à Hong-Kong en 1935, il découvre que Ling et Changhaï-Li ont survécu à la Longue Marche. Ceux-ci aident Mao Zedong (que Corto aurait connu à Canton en 1925) à lutter à la fois contre l'Armée nationale révolutionnaire de Tchang Kaï-chek et l'occupation par l'empire du Japon dans le cadre de son expansionnisme. Le marin redoute alors l'occupation de Hong-Kong et abandonne sa maison. Il embarque sur son bateau sa collection d’œuvres d'art : un dessin de Paul Gauguin, une huile sur toile de Pablo Picasso (artiste qu'il a rencontré à Barcelone en 1910), un ensemble inestimable de statuettes Tang et de superbes masques de Nouvelle-Guinée. Une partie de ces œuvres est actuellement la propriété d'une grande fondation américaine de Pittsburgh (Pennsylvanie, USA).
Il revient ensuite à son domicile principal antillais en passant par l'Indonésie, Ceylan (actuel Sri Lanka), la mer Rouge, le canal de Suez, la Méditerranée et l'Atlantique. En route, il s'arrête à Venise, fréquentant les opposants au fascisme, et retrouve des lieux de son enfance, Malte et Gibraltar. De retour chez lui au printemps 1936, des envoyés de Bouche Dorée l'attendent. La société qu'elle dirige, la Financière atlantique, soutient les républicains espagnols contre les nationalistes, en récoltant des fonds afin de leur livrer clandestinement des armes. Le problème est que beaucoup de ses amis espagnols ont été exécutés par les franquistes. Elle charge alors Corto de gérer les transactions.
C'est ainsi qu'il prend part à la guerre d'Espagne. Mais en 1936, une de ses initiatives se solde par un grave échec. Il suggère à la société d'affréter le cargo "Mar Cantabrica", embarquant depuis New-York des moteurs d'avion, valant environ trois millions de dollars. Cependant, la marine nationaliste s'en empare dans le golfe de Biscaye et les Espagnols qui ont été capturés à bord son fusillés, sans jugement. Le Maltais s'engage alors personnellement et arrive sur place au printemps 1937, en même temps qu'Ernest Hemingway et le torero américain Sidney Franklin. Il aurait convoyé des navires anglais ravitaillant Bilbao assiégée et se trouve à Guernica, lors des bombardements du 26 avril. Échappant aux nationalistes occupant désormais totalement le Pays basque espagnol, il rejoint Madrid via la France.
C'est alors qu'il s'engage auprès de la 14ème Brigade internationale, au premier bataillon britannique de Jock Cunningham (en). Celui-ci est célèbre pour avoir dirigé en Jamaïque une mutinerie du régiment Argyll and Sutherland Highlanders. Corto se lie aussi avec Hans Anlie, ingénieur du Wisconsin (USA), ex membre de l'IRA, commandant un bataillon de volontaires américains. Intégré à l'aviation républicaine, il aurait rencontré André Malraux en 1937 sur le front espagnol, fondateur de l'escadrille internationale España. Enfin, on perd toute trace de Corto durant plusieurs années. Aurait-il aidé les volontaires du Russe Etington, alias Korov, qui mène des actions de sabotage et de guérilla dans les territoires franquistes ? Il est par contre avéré qu'il s'est engagé pour le Servicio de emigracion para republicanos españoles (es), organisant l'évacuation d'environ de cent cinquante mille républicains, civils et militaires, vers le Mexique et l'Argentine.
La période de sa participation à la Seconde Guerre mondiale est plus incertaine. Il a 53 ans en 1940 quand il mène une vie aisée chez lui, à Antigua, entretenant un réseau de relations à travers le monde, digne d'un service de renseignements. Il est l'ami intime de dirigeants politiques comme Staline, a de précieux contacts en Italie, en Turquie, en Chine, en Égypte et en Allemagne. Cela explique sans doute les rumeurs à propos de sa présence à Istanbul en 1941, au Caire et dans le Pacifique en 1942, à Londres en 1943 et dans la mer Baltique à la fin de la guerre. Les informations concernant la suite sont fragmentaires.
Une lettre non datée (mentionnée au sous-chapitre précédent), mais qui pourrait avoir été écrite au début des années cinquante, évoque son séjour au cap Cod et son chagrin consécutif au décès de son ami maori Tarao. En vieillissant, le marin s'isole de plus en plus sur des plages désertes. Il se change les idées par d'incessants travaux sur son bateau et des recherches dans les bibliothèques et archives de Boston. De cette manière, il apprend l'histoire du naufrage de la frégate anglaise l'« Essex » au large des iles de la Madeleine, dans le golfe du Saint-Laurent, en 1741. Armée de vingt-quatre canons, elle transportait dans ses cales des pièces d'or, paie des soldats britanniques en Amérique du nord, alors que les États-Unis d'Amérique n'étaient pas indépendants. Le navire s'est alors échoué sur les hauts fonds de l'île du Corps-Mort et son épave conserverait un des plus fabuleux trésors de l'histoire maritime.
Cette nouvelle énigme suffit à rendre à Corto son énergie de gentilhomme de fortune et à lui faire quitter Boston au printemps 1955. À la barre de la « Vanité dorée II », il rejoint l'île du Prince-Edouard, avant de mettre le cap au nord-est. Il ne reviendra jamais à son port d'attache. Le capitaine du « Loredore » a bien aperçu une goélette en perdition, au cours d'un violent orage dans le golfe du Saint-Laurent. Mais personne ne peut certifier qu'il s'agissait bien du navire de Corto, ni que celui-ci ait survécu à un tel naufrage.
Toutefois, d'autres témoins affirment l'avoir vu bien plus tard à Apia (archipel des Samoa), près de la maison et de la tombe de Robert-Louis Stevenson. Mais si Corto Maltese était mort en 1955, il serait parti à 68 ans, au même âge que son créateur Hugo Pratt.

## Reprise du personnage
Vingt ans après la mort d'Hugo Pratt, le personnage de Corto Maltese a été repris par deux auteurs espagnols, Juan Díaz Canales et Rubén Pellejero, qui publient successivement les albums Sous le soleil de minuit (2015), Équatoria (2017), Le Jour de Tarowean (2019), Nocturnes berlinois (2022), et La ligne de vie (2024).

## Exposition
- Corto Maltese, une vie romanesque, BPI, Paris, 2024[14].